# Флаг Тверского района
Флаг внутригородского муниципального образования Тверско́е в Центральном административном округе города Москвы Российской Федерации.
Флаг утверждён и внесён в Геральдический реестр города Москвы с присвоением регистрационного номера 30 марта 2004 года.

## Описание
«Флаг муниципального образования Тверское представляет собой двустороннее, прямоугольное полотнище с соотношением сторон 2:3.
В красном полотнище — зелёный равнобедренный треугольник, прилегающий к нижнему краю полотнища. Высота треугольника составляет 1/5 ширины полотнища.
Зелёный треугольник наложен на две вертикальные жёлтые полосы, ширина которых составляет 1/12 длины полотнища. Осевые линии жёлтых полос находятся на расстоянии 1/5 длины полотнища от его боковых краёв.
В центре полотнища помещено изображение жёлтого лаврового венка, обрамляющего жёлтую наковальню и пламя над ней. Габаритные размеры изображения составляют 1/3 длины и 1/2 ширины полотнища».

## Обоснование символики
Жёлтые полосы символизируют главные магистрали муниципального образования — Тверскую улицу и Цветной бульвар, определяющие конфигурацию местности.
Венок, как символ искусства, означает нахождение на территории муниципального образования крупнейших театров страны, ряда музеев и выставочных залов.
Наковальня напоминает о мастерах одной из исторических московских слобод — Кузнецкой.
Пламя есть символ просвещения, отражающий наличие множества культурных и просветительских учреждений.
Зелёный треугольник указывает на Высокий холм, на котором возник Петровский монастырь.
Красный цвет полотнища повторяет цвет флага города Твери, дорога на который проходит по территории муниципального образования и отражается в его наименовании.